# Ronisia barbarula
Ronisia barbarula é uma espécie de insetos himenópteros, mais especificamente de vespas pertencente à família Mutillidae.
A autoridade científica da espécie é Petersen, tendo sido descrita no ano de 1988.
Trata-se de uma espécie presente no território português.